# Phoenicurus fuliginosus
El colirrojo fuliginoso (Phoenicurus fuliginosus) es una especie de ave paseriforme de la familia Muscicapidae propia de Asia. Los machos son de color azul oscuro con la cola roja, mientras que las hembras son grises. Suelen vivir cerca de ríos y arroyos de aguas rápidas.

## Taxonomía
El colirrojo fuliginoso fue descrito científicamente en 1831 por el zoólogo irlandés Nicholas Aylward Vigors, con el nombre binomial de Phoenicura fuliginosa. Posteriormente esta especie se clasificó en el género Rhyacornis, pero fue trasladada al género Phoenicurus como resultado de un estudio filogenético publicado en 2010.
Se reconocen dos subespecies:
- Phoenicurus fuliginosus fuliginosus;
- Phoenicurus fuliginosus affinis.

El primero fue descrito por Nicholas Aylward Vigors en 1831, mientras que el segundo fue descrito por William Robert Ogilvie-Grant en 1906 y es nativo de Taiwán.

## Descripción

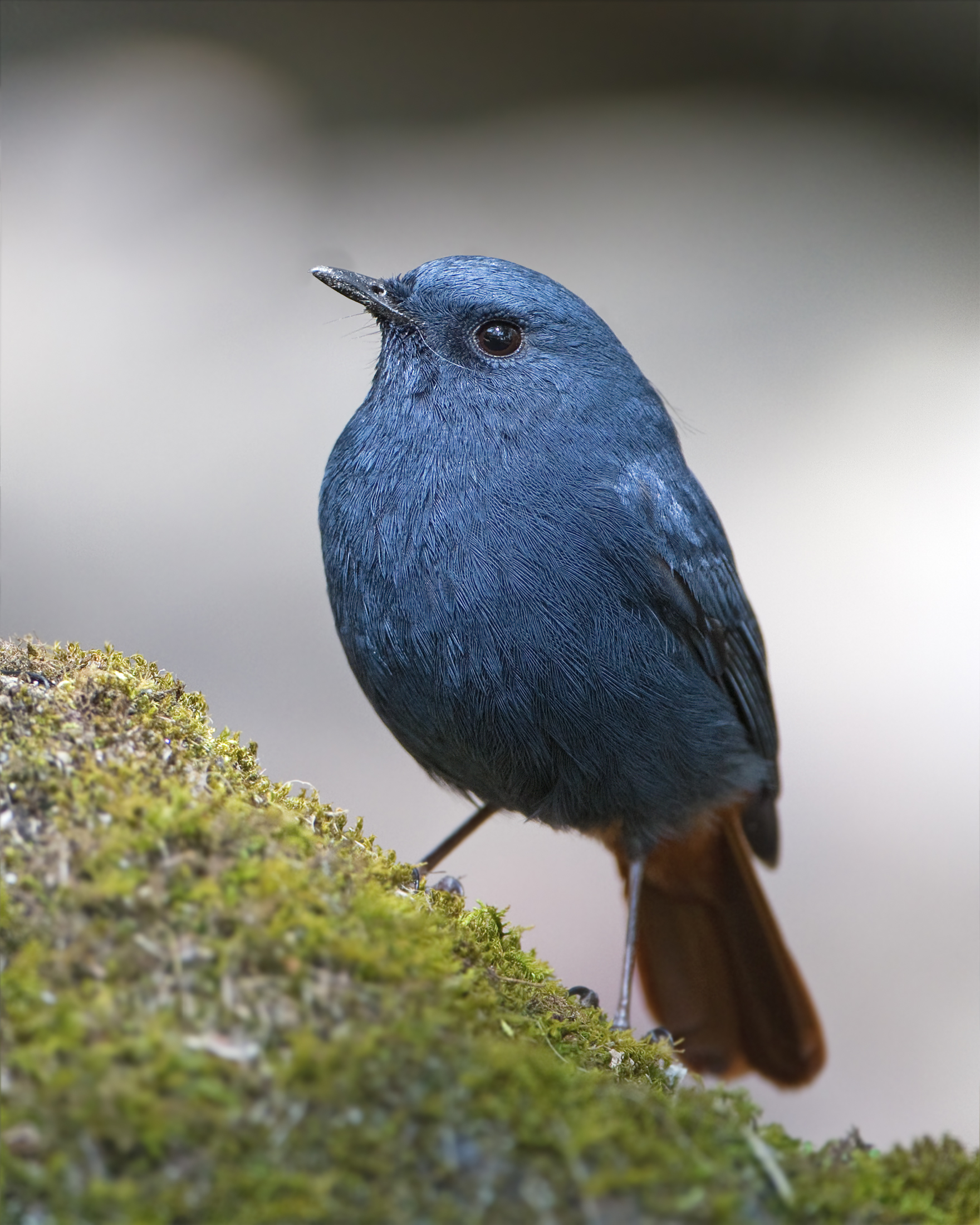
Macho en Tailandia.

Suele medir unos catorce centímetros de largo, con un promedio de peso de veintidós gramos para los machos y dieciocho con ocho gramos para las hembras. Los machos son de color azul oscuro, con la cola de color rojo intenso. En cambio, las hembras son de color gris, oscuro en las partes superiores, salvo el obispillo blanco, y las partes inferiores más claras y escamadas.

## Hábitat
El ave se distribuye a través de Afganistán, Bután, China, India, Laos, Myanmar, Nepal, Pakistán, Taiwán, Tailandia y Vietnam. Sus hábitats preferidos son los arroyos, torrentes y ríos con rocas sombreadas, así como la vegetación cerca de las riberas. Parece preferir los arroyos con mayores poblaciones de insectos, tales como las efímeras.
Por lo general se encuentran en elevaciones relativamente altas, con los que viven en los Himalayas vistos entre 2000 y 4100 m.  Sin embargo, tienden a descender a bajas altitudes durante el invierno.
Está colocado en la categoría de «preocupación menor» de la Lista Roja de la UICN, ya que la población se ha mantenido estable durante los últimos diez años. El tamaño de su área de distribución es superior a los 5 100 000 km².

## Comportamiento
Es muy protector de su hábitat y será extremadamente conflictivo a cualquier intruso en su territorio.  Con el fin de atrapar moscas en los ríos, vuela verticalmente hasta que está por lo menos a 6,1 m  por encima del agua, antes de deslizarse hacia abajo en una espiral de nuevo al mismo lugar.